# Yogi's Treasure Hunt
Yogi's Treasure Hunt (Brasil: Zé Colmeia e os Caça-Tesouros  (versão BKS) ou Brasil: A Turma do Zé Colmeia  (versão Álamo) ou A Caça ao Tesouro do Zé Colmeia (título em Portugal) ) é uma série de desenho animado produzida pela Hanna-Barbera, que estreou em 1985 como parte do programa The Funtastic World of Hanna-Barbera. O tema de abertura foi interpretado por Jon Bauman, da banda Sha Na Na.

## Enredo
Zé Colmeia e sua turma, comandados por Manda-Chuva, vão à caça aos tesouros ao redor do mundo a bordo de seu navio, o SS Jelly Roger, que se assemelha à arca de  Yogi's Gang. Enquanto isso, Dick Vigarista e Muttley viajam em seu submarino, o SS Dirty Ticks, tentando detê-los e chegar ao tesouro usando seus habituais truques sujos.

## Personagens

### Elenco principal
- Zé Colmeia e Catatau
- Guarda Smith
- Dom Pixote
- Leão da Montanha
- Pepe Legal
- Bobi Filho e Bibo Pai
- Olho Vivo e Faro Fino
- Manda-Chuva
- Dick Vigarista e Muttley

### Participações
- Cindy
- Formiga Atômica
- Babalu
- Quadrilha de Morte
- Barney Rubble
- Batatinha
- Matraca Trica e Fofoquinha
- Chefe Winchley
- Patinho Duque e Chooper
- Irmãos Dalton
- Lobo Joca
- Tutubarão
- Lippy e Hardy
- Maguila, o Gorila
- Chuvisco
- Guarda Belo
- Zé Buscapé e Bié Buscapé
- Penélope Charmosa
- Peter Potamus
- Coelho Ricochete
- Jambo
- Esquilo Secreto
- Snuffles
- Lula Lelé
- Tartaruga Touché e Dum Dum
- Elefantástico
- Wally Gator
- Coiote Yippe

## Dubladores

### Nos Estados Unidos
- Daws Butler: Zé Colmeia, Dom Pixote, Leão da Montanha, Pepe Legal, Bóbi Filho, Olho Vivo e Faro Fino, Babalu, Elefantástico, Coiote Yippee, Lobo Joca, Lippy (o leão), Chuvisco, Peter Potamus, Wally Gator
- Don Messick: Catatau, Guarda Smith, Muttley, Narrador, Presidente da Amnesia, Coelho Ricochete, Tartaruga Touché, Jambo
- John Stephenson: Bibo Pai, Guarda Belo
- Arnold Stang: Manda-Chuva
- Paul Winchell: Dick Vigarista
- Julie Bennett: Cindy
- Outras vozes: Vance Colvig, Stacy Keach Sr., Russi Taylor, Jimmy Weldon, Frank Welker, Charlie Adler, Susan Blu, Hamilton Camp, Pat Carroll, Richard Erdman, Linda Gary, Gail Matthius, Edie McClurg, Rob Paulsen, Marilyn Schreffler, Andre Stojka, Janet Waldo, Jon Bauman, Dick Gautier, Bob Holt, Michael Rye, Mimi Seaton, Lennie Weinrib, Jonathan Winters

### No Brasil
A série foi dublada pela BKS e, posteriormente, redublada pela Álamo.
| Elenco BKS - Older Cazarré: Zé Colmeia, Dom Pixote - Flávio Dias: Catatau, Bobi Filho - Nelson Batista: Guarda Smith, Dick Vigarista - Francisco Borges: Leão da Montanha, Bibo Pai | Elenco Álamo - Élcio Sodré: Zé Colmeia - Francisco Brêtas: Dom Pixote - Leonardo Camilo: Pepe Legal - Francisco Borges: Leão da Montanha - Bruno Rocha: Bibo Pai - Carlos Falat: Faro Fino - Eudes Carvalho: Guarda Smith - Jorge Pires: Dick Vigarista |

## História no ar
- Brasil 
  - Rede Globo
  - SBT
  - Cartoon Network
  - Boomerang
  - Tooncast

- Chile 
  - Canal 13 (1986-1988,1993-1998)
  - TVN (1989-1992)
  - Red Televisión(1999-2002)

- América Latina 
  - Cartoon Network (1994-1999)
  - Boomerang (2003-2004)